# Sayeret Matkal
La Sayeret Matkal (in ebraico: סיירת מטכ"ל, tradotto: Unità di Ricognizione dello Stato Maggiore) è un'unità militare di forze speciali delle forze di difesa israeliane (IDF); ordinativamente, afferisce all'esercito. È la principale unità israeliana con compiti di ricognizione speciale, direttamente subordinata all'Aman (IDF), alle dipendenze dello stato maggiore delle IDF.
I suoi principali compiti sono le operazioni di antiterrorismo e l'intelligence; l'unità è considerata particolarmente versata nella raccolta di informazioni operative in territorio ostile. La Sayeret Matkal si occupa anche delle missioni di "recupero ostaggi" fuori dai confini d'Israele.
L'unità prende come modello il SAS inglese; organizzativamente riferisce le sue informazioni strategiche all'Aman (l'agenzia d'intelligence militare israeliana). Il suo soprannome in Tsahal è semplicemente "l'Unità". 
Il suo motto è "Chi osa vince" (versione ebraica del motto dei SAS, "Who Dares Wins").
L'unità è ben conosciuta per l'operazione Thunderbolt, la cosiddetta "operazione Entebbe" del 1976, nella quale essa salvò più di 100 passeggeri del volo Air France dirottato e fatto volare fino in Uganda dai terroristi dell'OLP. Durante l'azione, l'unità perse solamente il suo comandante Yonatan Netanyahu (fratello del futuro premier israeliano Benjamin Netanyahu), ucciso dal fuoco nemico mentre guidava l'assalto dei suoi uomini.

## Storia
L'unità nacque nel 1957. Nel 1972 le fu anche dato l'ordine di prepararsi per i fatti del massacro di Monaco ma una legge impedì che potesse operare sul suolo tedesco; nello stesso anno, l'8 maggio, un commando di 16 uomini recuperò gli ostaggi di un volo della compagnia Sabena da Vienna a Tel Aviv, nella quale operazione rimase ferito l'allora tenente Benjamin Netanyahu . Nel 1976 passò alla ribalta per l'operazione Entebbe, che si concluse con la liberazione di 100 ostaggi e la morte di tutti i terroristi e 28 soldati ugandesi.

## Reclutamento e addestramento
Dal 1970, nei suoi primi anni l'unità fu mantenuta top-secret. I suoi operatori e comandanti venivano selezionati direttamente da altre unità dell'esercito attraverso procedure riservate; l'unità veniva integrata anche con militari aventi legami familiari o di conoscenza diretta con i membri già esistenti.
Fin dagli anni ottanta, l'unità, sebbene ancora segreta, cominciò ad arruolare ulteriori volontari all'esterno di questa cerchia iniziale.
Due volte all'anno l'unità tiene un noto campo di selezione (il Gibbush), che consiste in una settimana di selezioni di grande difficoltà e durezza, durante il quale le potenziali reclute sono continuamente monitorate da medici e psicologi. Quelli che dimostrano potenzialità fisiche, doti di leadership, carisma personale, particolare determinazione e forza di volontà, vengono accettati nel duro processo di selezione ed addestramento, della durata di 20 mesi e che comprende una marcia di 120 km chiamata "marcia del basco" , al termine dei quali solo il 10 per cento degli allievi potrà rivestire il basco rosso (in buona parte del mondo simbolo delle unità di élite) e le insegne della Sayeret Matkal.
Il programma d'addestramento consiste delle seguenti fasi: 
- 4 mesi di addestramento basico di fanteria;
- 2 di addestramento avanzato di fanteria;
- 3 settimane di corso di paracadutismo, nella scuola di paracadutismo di Tsahal;
- 5 settimane di corso di antiterrorismo nella scuola di guerra anti-terroristica di Tsahal;

Il resto dell'addestramento è dedicato alle seguenti attività: 
- Addestramento ulteriore di Close Quarter Battle (CQB, combattimento ravvicinato, in ebraico traslitterato Lashab);
- Liberazione di ostaggi;
- Tecniche avanzate di ricognizione: osservazione, human intelligence, foto-interpretazione, raccolta ed analisi di informazioni, topografia e navigazione terrestre.

Le reclute migliori sono assegnate a una piccola unità interna alla Sayeret Matkal, l'"Unità 269", orientata esclusivamente alle missioni di antiterrorismo ed alle operazioni a lungo raggio fuori dai confini nazionali; i suoi operatori collaborano strettamente con gli incursori della marina militare (la Shayetet 13).